# パチンコ攻略マガジン
パチンコ攻略マガジン（パチンコこうりゃくマガジン）は、かつて販売されていたパチンコ情報誌。略称パチマガ。
発行元・株式会社プラントピア、販売元・双葉社。1987年11月創刊。毎月第2・第4木曜日の月2回刊行であった｡
2020年3月12日発売号をもって休刊となり、33年の歴史に幕を下ろした。なお、同年4月20日に『パチスロ攻略マガジン』と統合した新しい月刊誌『月刊パチマガスロマガ』が創刊された。

## 概要
現在存在するパチンコ雑誌の中では、最も古く、現在のようなデザインをプラントピア代表（アートディレクター）の首藤進の手により最初に構築した老舗パチンコ雑誌である。
このパチンコ攻略マガジンが1987年に隔月刊として創刊。
その後2年以上経過して、本誌のデザインを参考にし、対抗誌として1989年5月に発刊されたのが白夜書房のパチンコ必勝ガイドである。そして、その数年後に辰巳出版からパチンコ必勝本が発刊される。実は、当時は他にも雑誌は存在しており、永岡書店からマル秘情報｡
日本文芸社からパチンコファンがあったが､パチンコ攻略マガジンのようなビジュアル志向のデザインではなく、地味だったことから、その後廃刊となっている。その後、他にも竹書房やその他の出版社からも対抗雑誌が発刊されるが次々と廃刊となり、本誌『パチンコ攻略マガジン』は、現在も残っている『パチンコ必勝ガイド』『パチンコ必勝本』と共に三大誌と呼ばれている。
当初は『パチンコ攻略マガジン』と言いながら、パチンコとパチスロの記事が混在していたが、それはパチスロがまだ一般的になっていなかったからである。しかし、その後パチンコとパチスロを分けることになり1990年に「パチスロ攻略マガジン」が創刊される。
本誌は「株式会社プラントピア」の「パチマガ編集部」が編集を行っている。また、攻略記事の要とも言える実戦での情報収集は「パチマガ攻略軍団」という、実戦を専門とする社内の専属チームが担当し、より詳しい機種情報を提供できる体制となっている。また、『パチンコ攻略マガジン』には、記事の執筆や動画の出演を行う通称「パチンコライター」も数多く所属しており、『パチンコ攻略マガジン』と兄弟誌『パチスロ攻略マガジン』に所属しているライターは、松本バッチやフェアリン、レビン、ドテチンなどを始め、総勢約60名にものぼる（攻略軍団を含む）。所属ライターの中には、パチスロ界の実力派カリスマライターと呼ばれているしのけん(1995年〜）も存在。
また、当初は双葉社が発行と販売を共に行い、プラントピアは編集プロダクションとして全ての企画取材、編集、デザインを行なっていたが、2013年にプラントピアが権利を取得し、発行元となり、双葉社に販売を委託している。

## パチマガ所属ライター（攻略軍団&専属ライター）
- ドテチン（攻略軍団長）
- 助六（軍団員）
- 優希（軍団員）
- おもちくん（軍団員）
- 七之助（軍団員）
- きなこ（軍団員）
- 緑山淳 (専属ライター)
- シルヴィー（専属ライター）
- 柳まお（専属ライター）
- りんか隊長（専属ライター）
- 和泉純（専属ライター）
- 山ちゃんボンバー（専属ライター）
- パンダ（専属ライター）
- 亜城木仁（専属ライター）
- はじめ（専属ライター）
- おっとこまえ西（専属ライター）
- 袴一平（専属ライター）
- 虚心坦懐（専属ライター）
- 奏弥（専属ライター）
- 遊喜（専属ライター）

## 関連誌
- 『月刊パチマガスロマガ』 - パチンコパチスロ情報誌。毎月21日発売（2020年4月20日創刊）
- 『パチスロ攻略マガジン』 - パチスロ情報誌。毎月7日発売（2020年3月休刊）
- 『パチスロ攻略マガジン・ドラゴン』 - パチスロ情報誌。毎月21日発売（2020年2月休刊）